# Engelhard Pargätzi
Engelhard Pargätzi (Arosa, 31 luglio 1949) è un ex sciatore alpino svizzero.

## Biografia
Gigantista puro, Pargätzi ottenne il primo risultato di rilievo in Coppa del Mondo il 4 gennaio 1972 sulle nevi di casa di Adelboden, dove giunse 7º; due anni dopo ai Mondiali di Sankt Moritz 1974 fu 5º. Il 14 dicembre 1975 sulla 3-Tre di Madonna di Campiglio vinse la sua unica gara in Coppa del Mondo in carriera, ottenendo anche il primo podio; nella stessa stagione ai Giochi olimpici invernali di Innsbruck 1976, sua unica presenza olimpica, si classificò al 6º posto e il 5 marzo successivo a Copper Mountain conquistò l'ultimo podio in Coppa del Mondo, il 3º posto alle spalle degli statunitensi Greg Jones e Phil Mahre. L'ultimo piazzamento della sua attività agonistica fu il 5º posto ottenuto nella gara di Coppa del Mondo disputata il 25 marzo 1977 sul tracciato di Sierra Nevada.

## Palmarès

### Coppa del Mondo
- Miglior piazzamento in classifica generale: 10º nel 1976
- 3 podi (tutti in slalom gigante):
  - 1 vittoria
  - 2 terzi posti

#### Coppa del Mondo - vittorie
| Data             | Località             | Paese  | Specialità |
| ---------------- | -------------------- | ------ | ---------- |
| 14 dicembre 1975 | Madonna di Campiglio | Italia | GS         |

Legenda:

GS = slalom gigante